# Yerupajá
Yerupajá, Nevado Yerupajá – szczyt w Andach w Kordylierze Huayhuash o wysokości 6635 m n.p.m. Yerupaya jest drugim co do wysokości szczytem w Peru oraz najwyższym szczytem w Kordylierze Huayhuash. Lokalna nazwa góry to El Carnicero, co oznacza Rzeźnik. Nazwa ta wynika z kształtu grani szczytowej, która przypomina ostrze noża. Ze szczytu Yerupaja opada stroma ściana o wysokości 1520 m. 
Pierwszego wejścia na szczyt dokonali w 1950 Jim Maxwell oraz Dave Harrah. Natomiast pierwszego wejścia na szczyt północny dokonali w 1965 Roger Bates oraz Graeme Dingle.